# Malpulutta kretseri
Malpulutta kretseri Deraniyagala, 1937, unico esponente del genere Malpulutta, è un pesce d'acqua dolce appartenente alla famiglia Osphronemidae, sottofamiglia Macropodusinae, conosciuto globalmente come "Gurami maculato".

## Distribuzione e habitat
M. kretseri è endemica delle acque dolci dello Sri Lanka sudoccidentale, dove vive in piccoli ruscelli nella foresta, ricchi di vegetazione. Predilige l'area di fondo.

## Descrizione
Il corpo è piccolo e allungato, cilindriforme, con piccola bocca rivolta verso l'alto e gli occhi grandi. Il maschio presenta una lunga pinna dorsale, dalla punta filiforme e allungata, così come l'anale che è opposta e simmetrica alla prima. La caudale è a lancia, allungata e con vertice filamentoso. Le pinne ventrali sono corte e arrotondate, con il primo raggio allungato, mentre le pettorali sono tondeggianti e ampie. La livrea prevede un colore di fondo beige-rosato, con dorso olivastro e ventre rosa chiaro: una linea orizzontale bruna attraversa l'occhio mentre punti e linee bruno scuro compaiono sui fianchi. Le pinne sono punteggiate regolarmente di nero e di azzurro dai riflessi metallici tanto da formare un reticolo, mentre i bordi sono grigioazzurri orlati di azzurro chiaro. Le ventrali sono azzurro vivo. La femmina presenta pinne più corte e colori simili, ma più smorti, con pinne tendenti all'azzurro trasparente, puntinate di scuro. 

Raggiunge una lunghezza massima di 4 cm.

## Riproduzione
Il maschio di M. kretseri costruisce un nido di bolle in un anfratto roccioso o sotto una foglia di pianta acquatica e spinge una femmina pronta a deporre sotto al nido. Segue il cosiddetto "abbraccio" tra i due riproduttori, tipico degli Osfronemidi, dove vengono emessi uova e spermatozoi. A quel punto la coppia cade lentamente sul fondo, e la femmina procede a raccogliere le uova fecondate (cadute anch'esse) e ad inserirle nel nido di bolle. Il tutto viene ripetuto per alcune ore, fino a raggiungere il numero di 100-200 uova. Il maschio provvede quindi a curare uova e avannotti, fino alla loro indipendenza natatoria.

## Alimentazione
Questa specie si nutre di larve di insetti, avannotti, piccoli invertebrati.

## Acquariofilia
Non molto diffuso in commercio, è tuttavia allevato da appassionati.